# 六氟磷酸
六氟磷酸是一种化合物，化学式为H[PF6]。由于六氟磷酸根（PF−
6）的非配位性，它是一種強酸。

## 制备
- 向五氟化磷的二硫化碳溶液中通入氟化氢：

{\displaystyle {\mathsf {PF_{5}+HF\ {\xrightarrow {-20^{o}C}}\ H[PF_{6}]}}}
- 氢氟酸和五氧化二磷反应的产物之一：[3]

{\displaystyle {\mathsf {P_{4}O_{10}+HF\ {\xrightarrow[{-H_{2}O}]{HF(40\%)}}\ H[PF_{6}],H[PO_{2}F_{2}],H_{2}[PO_{3}F]}}}

## 物理性质
已经得到的六水合物“结晶HPF
6”显示，PF−
6被包含在由水分子和质子组成的截角八面体中。核磁共振波谱法表明，由这种结晶形成的水溶液中存在大量的HF。

## 化学性质
像许多强酸那样，六氟磷酸无法制得纯净物，只能在溶液中存在。水溶液中存在氢离子，H3O+，和PF6-。此外，溶液还包含P-F键的水解产物，包括HPO2F2，H2PO2F，H3PO4，以及它们的共轭碱。
- 加热时水解：

{\displaystyle {\mathsf {H[PF_{6}]\cdot 6H_{2}O\ {\xrightarrow {150-200^{o}C}}\ POF_{3}+3HF+3H_{2}O}}}
- 在酸性条件下与水反应：

{\displaystyle {\mathsf {2H[PF_{6}]+5H_{2}O\ {\xrightarrow {H_{+},100^{o}C}}\ H[PO_{2}F_{2}]+H_{2}[PO_{3}F]+9HF}}}
- 与碱反应，形成盐：

{\displaystyle {\mathsf {H[PF_{6}]+NaOH\ {\xrightarrow {}}\ Na[PF_{6}]+H_{2}O}}}